# Raúl Arias
Raúl Arias (* 29. Oktober 1957 in Mexiko-Stadt) ist ein mexikanischer Fußballtrainer und ehemaliger -spieler, der vorwiegend im Mittelfeld agierte.

## Leben

### Verein
Arias begann seine Profikarriere in der Saison 1977/78 beim CD Tampico. Nach vier Spielzeiten bei Atlético Potosino kam er zum Puebla FC, mit dem er gleich in seiner ersten Saison 1982/83 die mexikanische Meisterschaft gewann. Anschließend spielte er für die UANL Tigres, Guadalajara, León, Atlante, Cruz Azul und die Correcaminos de la UAT, bevor er zum Puebla FC zurückkehrte und dort in der Saison 1991/92 seine aktive Laufbahn ausklingen ließ.

### Nationalmannschaft
Seine beiden einzigen Spiele im Dress der mexikanischen Nationalmannschaft absolvierte er Ende 1983 in den Länderspielen gegen Martinique (4:4) und Kanada (5:0), wobei er im zweiten Spiel am 6. Dezember 1983 seinen einzigen Länderspieltreffer zum 5:0-Endstand in der 68. Minute erzielte.

### Trainer
Sein Debüt als Trainer gab Arias in der Saison 1998/99 beim Club Necaxa, mit dem er in seiner ersten Halbsaison (Invierno 1998) auf Anhieb die Meisterschaft gewann. Nach sieben Jahren Trainertätigkeit bei Necaxa wechselte Arias zum Club San Luis, den er zwischen 2006 und 2008 betreute. 2009 kehrte er zunächst zu Necaxa zurück und unterschrieb anschließend einen Vertrag beim CD Guadalajara, den er für kurze Zeit in der Saison 2009/10 betreute, in der bei Chivas insgesamt fünf Trainer zum Einsatz kamen.

## Erfolge
- Mexikanischer Meister: 1982/83 (als Spieler), Inv. 1998 (als Trainer)